# أندي مور
أندي مور (بالإنجليزية: Andy Moore)‏ (14 نوفمبر 1965 في المملكة المتحدة - ) هو لاعب كرة قدم بريطاني في مركز الدفاع. لعب مع غريمسبي تاون ونادي شامروك روفرز ولينكولن سيتي أف سي.